# Patumbak Satu
Patumbak Satu is een bestuurslaag in het regentschap Deli Serdang van de provincie Noord-Sumatra, Indonesië. Patumbak Satu telt 6079 inwoners (volkstelling 2010).